# Vítkov (Pražská plošina)

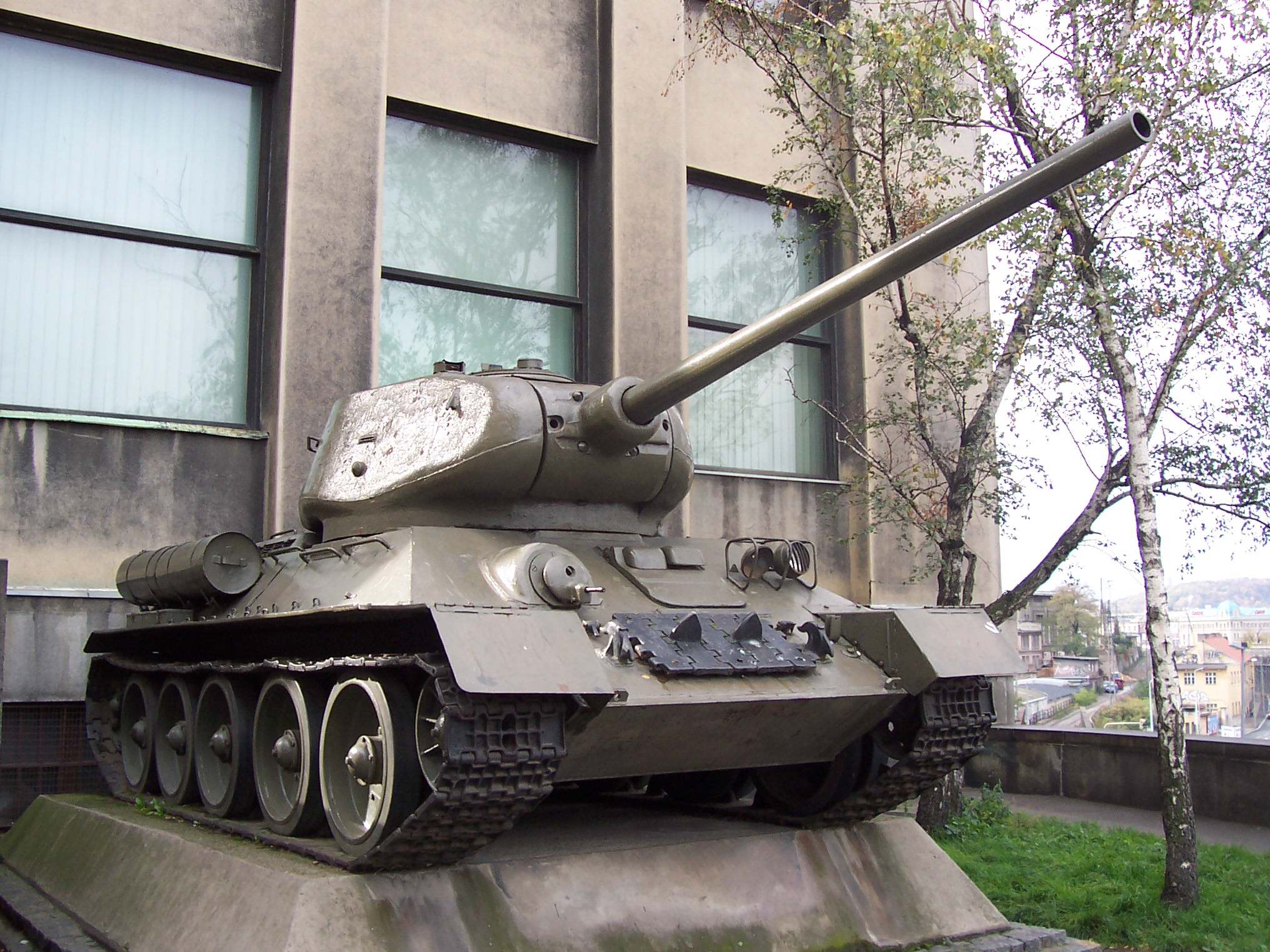
Tank před Armádním muzeem Žižkov na úpatí Vítkova

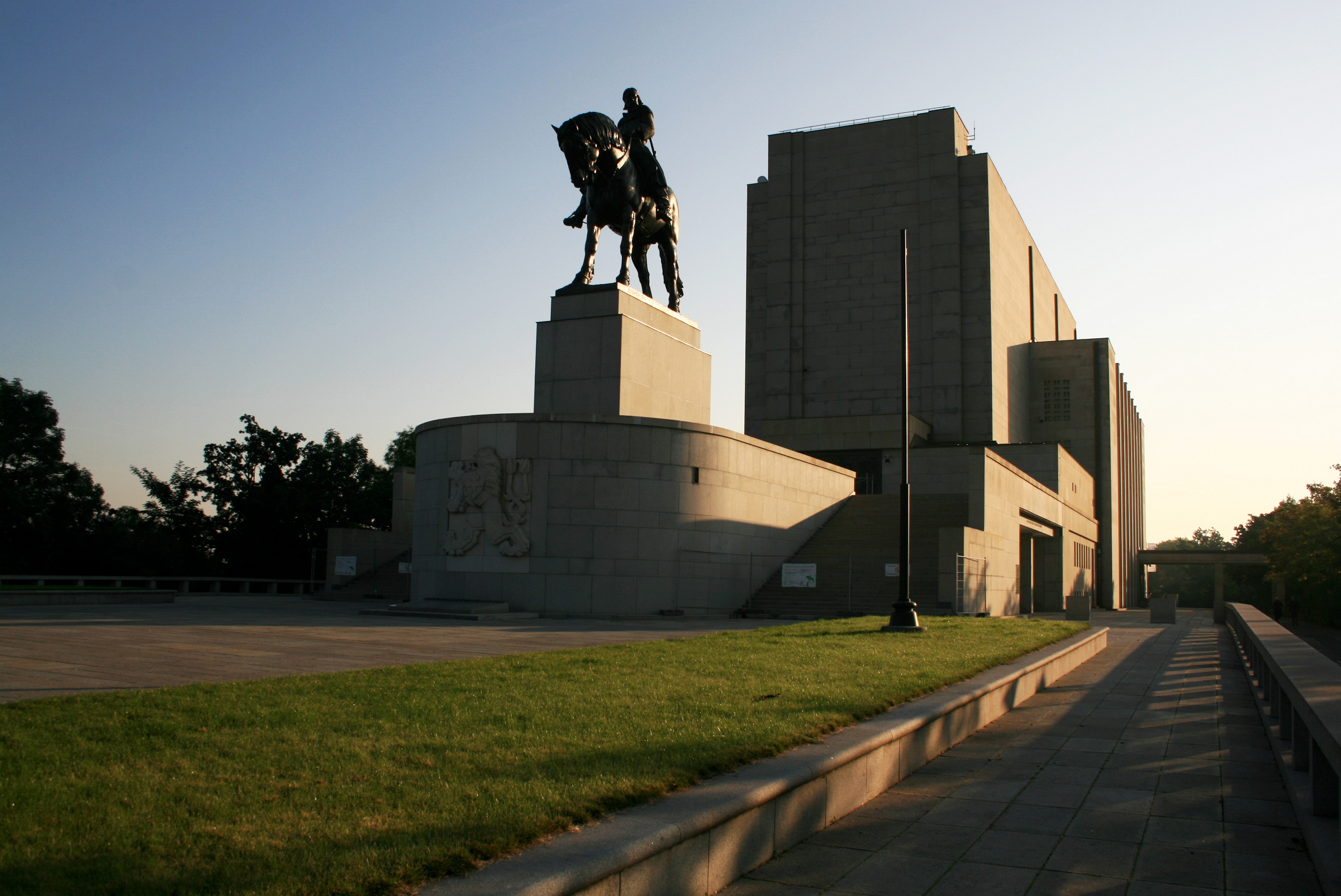
Památník Vítkov

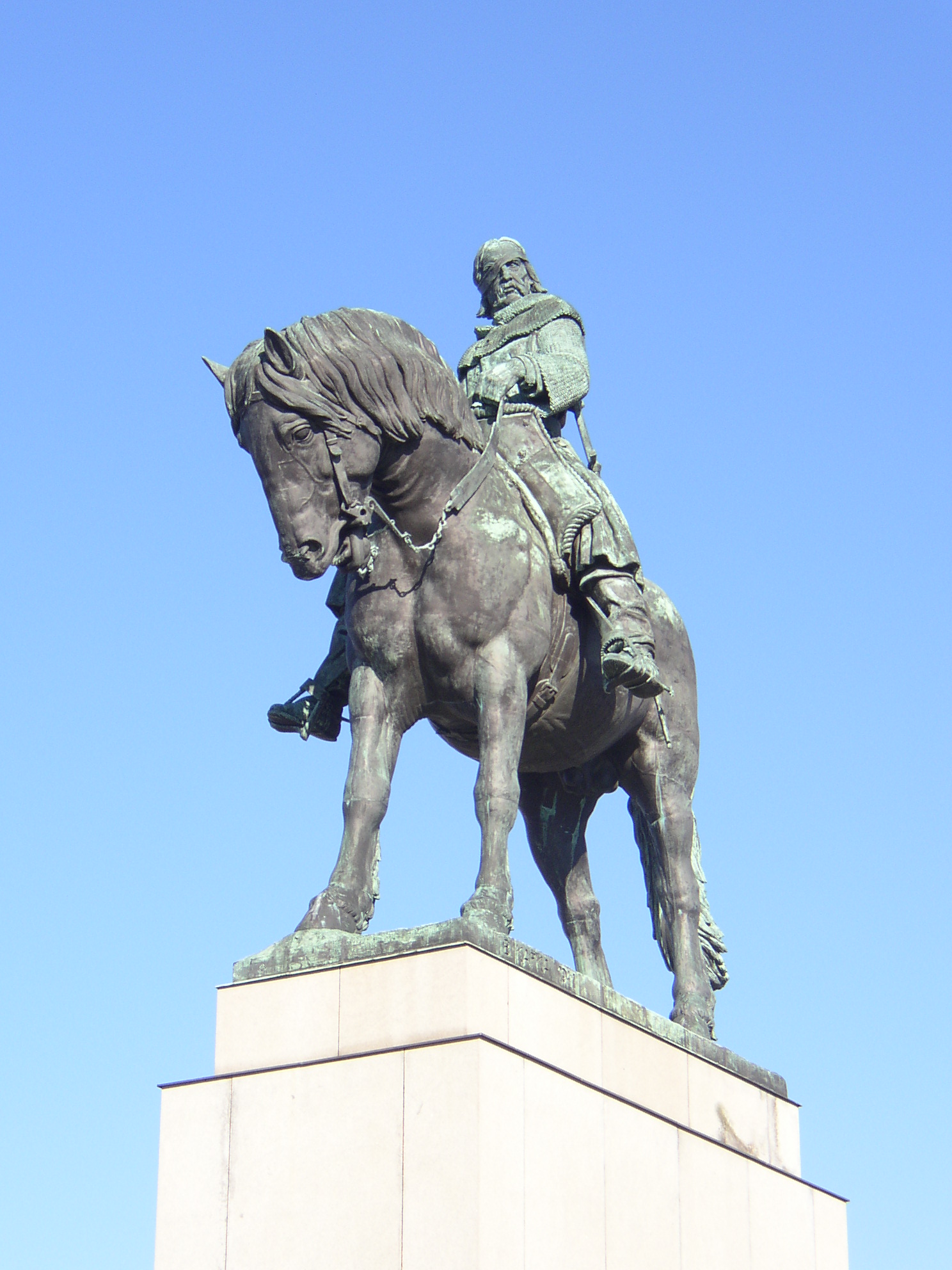
Jezdecká socha Jana Žižky od Bohumila Kafky

Vítkov, nazývaný též Žižkov  (německy Sankt Veitsberg), je protáhlý vrch v Praze, v pravobřežní části města. Svou hmotou odděluje čtvrti Karlín a Žižkov, katastrálně patří k Žižkovu.
V prostoru před Národním památníkem dosahuje vrch nadmořské výšky 260,9 m, na severním konci pak 270,4 m. Svahy kopce jsou částečně zarostlé divoce rostoucím a jen velmi málo udržovaným lesním porostem, který ve východní části postupně přechází v lesopark a poté i v park. Po hřebeni vede od křižovatky Ohrada k Národnímu památníku zpevněná komunikace, pro pěší existují další přístupy z jižní a západní strany. Ze severní strany (od Karlína) je vrch přístupný po schodišti.
Odehrála se zde 14. července 1420 jedna z nejvýznamnějších bitev husitských válek – bitva na Vítkově.

## Historie
Kopec Vítkov byl pojmenován v polovině 14. století po pražském měšťanovi Vítkovi z Hory, který zde měl svou vinici.
Do historického povědomí se vrch Vítkov dostal datem 14. července 1420, kdy na Vítkově husité pod vedením Jana Žižky z Trocnova zvítězili nad křižáky v Bitvě na Vítkově. Název Žižkov (který později převzala pražská čtvrť) či Žižkova hora je uváděn již ve středověkých textech z 1. poloviny 15. století.
Funkcionalistický památník byl vybudován v letech 1928 až 1932. Měl připomínat a byl zasvěcen vzniku československého státu a hrdinům a činům legionářů v první světové válce. Tehdy tam byl mimo jiné pochován legionářský hrdina plukovník Josef Jiří Švec. Po úmrtí prezidenta Masaryka usilovala Československá obec legionářská o uložení jeho ostatků v Památníku; sám Masaryk si však přál být pohřben po boku manželky Charlotty v Lánech a návrh legionářů se neuskutečnil.
V roce 1990 byly některé ostatky komunistických představitelů vráceny rodinám, a nevyzvednuté (včetně Klementa Gottwalda) byly uloženy do společného hrobu na Olšanských hřbitovech v Praze.

## Stavby
Dominantou Vítkova je Památník národního osvobození, jehož součástí je bronzová jezdecká socha Jana Žižky z Trocnova (je to aktuálně druhá největší jezdecká socha na světě). Na úpatí Vítkova v ulici U Památníku se nachází Armádní muzeum Žižkov.
Západně od Národního památníku stojí památkově chráněný vyhlídkový pavilon. Ve východní části je fotbalové hřiště, restaurace a další sportoviště.

### Národní památník
Památník byl jako Památník Národního osvobození vystavěn v letech 1929–1938 k poctě československých legionářů. Za druhé světové války zde bylo skladiště Wehrmachtu. Po roce 1948 byl památník zneužit k propagaci komunistického režimu. Byli tu pohřbíváni významní představitelé komunistické strany. V roce 1953 tu bylo otevřeno mauzoleum Klementa Gottwalda, zrušené v roce 1962. Po Sametové revoluci v roce 1989 byly ostatky členů komunistické strany odvezeny.
V rekonstruovaném památníku je stálá expozice Křižovatky české a československé státnosti. Zachycuje bodové okamžiky naší země. Například vznik československé republiky v roce 1918, podepsání Mnichovské dohody v roce 1938 a doby protektorátu, komunistický převrat z roku 1948, Invaze vojsk Varšavské smlouvy v roce 1968 a následná federalizace Československa, pád socialismu stejně tak jako zánik Československa roku 1992. K dispozici je také vyhlídka ze střechy Památníku. Konají se zde další dočasné výstavy.
Národní památník procházel rekonstrukcí a revitalizací, která byla dokončena v roce 2009 a stála celkově 321 milionů korun.

## Tunely a železnice
Pod vrchem Vítkovem se nacházejí čtyři tunelové stavby. Svažitý tunel pro pěší z roku 1953 spojuje Žižkov s Karlínem v severojižním směru. Ten je spojen s podzemním krytem z roku 1942.
Po severním úpatí kopce vede od roku 1845 dvojkolejná Severní státní dráha. Od roku 1872 až do roku 2005 z ní odbočovala k dnešnímu hlavnímu nádraží jednokolejná tzv. hrabovská spojka, součást Pražské spojovací dráhy.
Rovněž roku 1872 byla po jižním úbočí západovýchodním směrem zavedena jednokolejná turnovsko-kralupsko-pražská dráha, která přicházela od nádraží Praha-Vysočany, procházela Vítkovským tunelem a končila na hlavním nádraží; úseku po úbočí Vítkova se říkalo Vítkovská trať. Po dokončení Nového spojení byla na bývalém tělese této trati včetně tunelu vybudována cyklostezka. Roku 1926 byla Vítkovská trať spojkou napojena směrem k nádraží Praha-Libeň na kolínskou trať.
Nově jsou vybudovány dva paralelní dvojkolejné tunely, součást Nového spojení z hlavního nádraží do Vysočan, Libně a Holešovic.

## Galerie

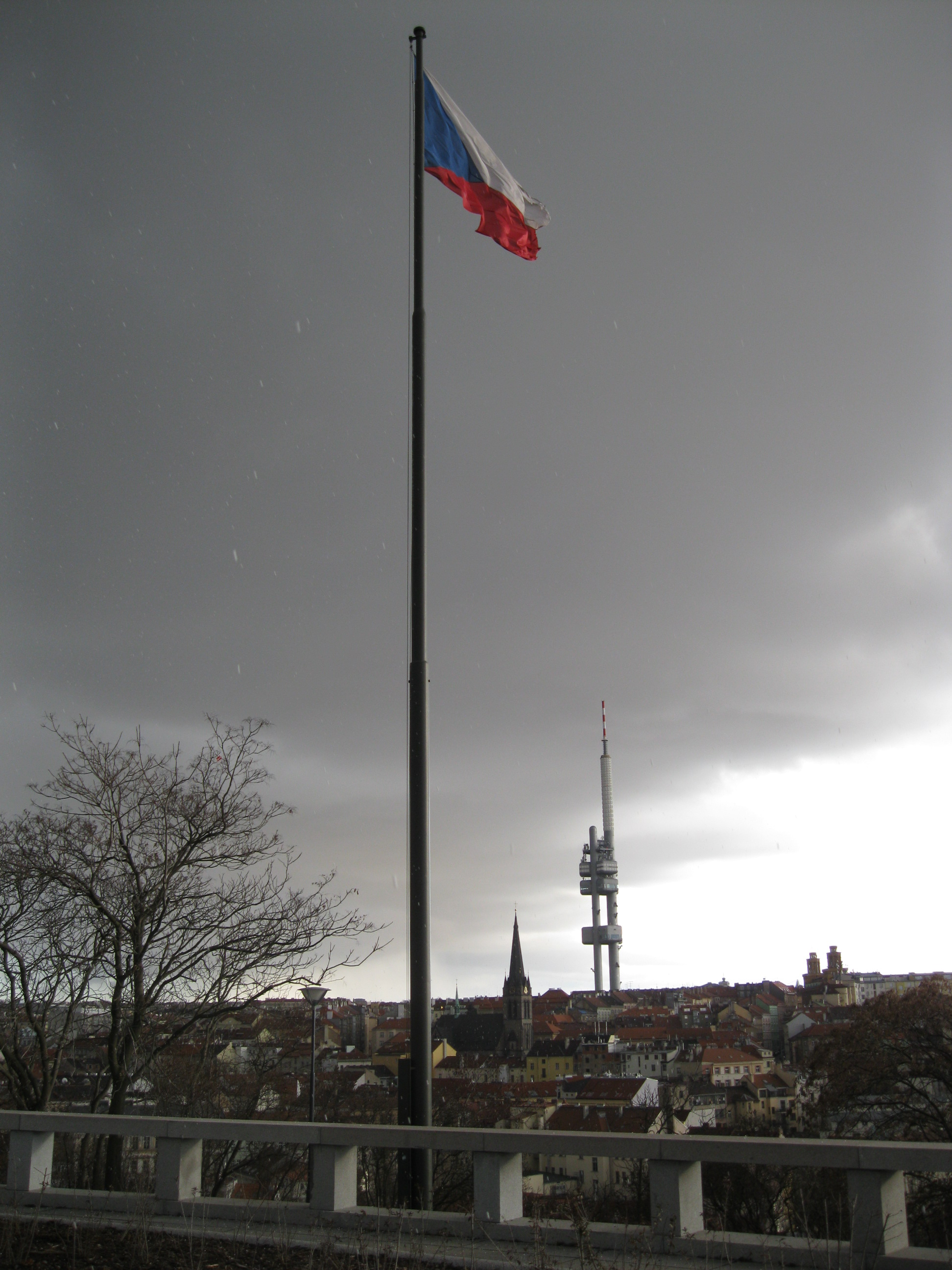
Pohled z Vítkova na Žižkovský vysílač
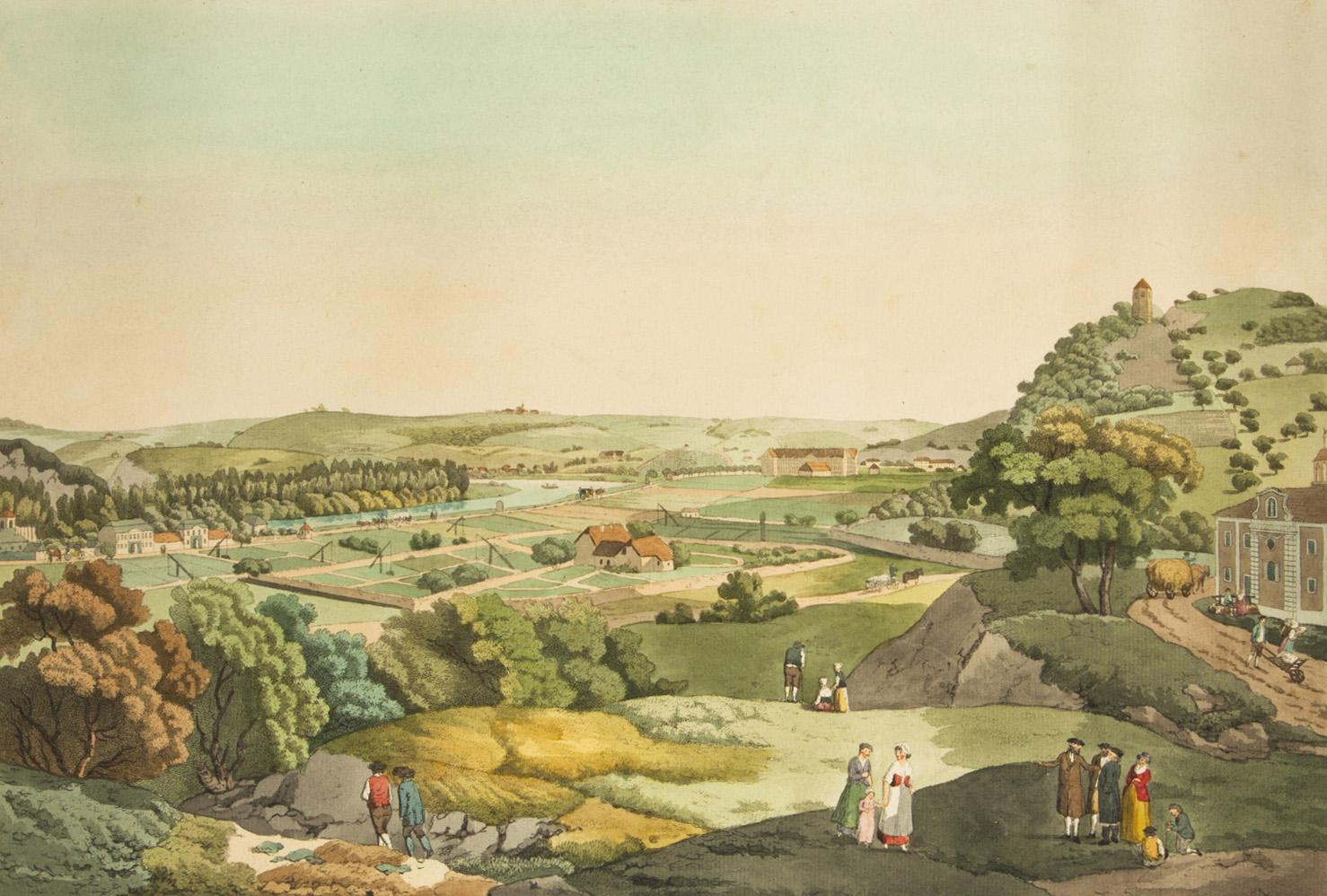
Vítkov s Invalidovnou v roce 1803
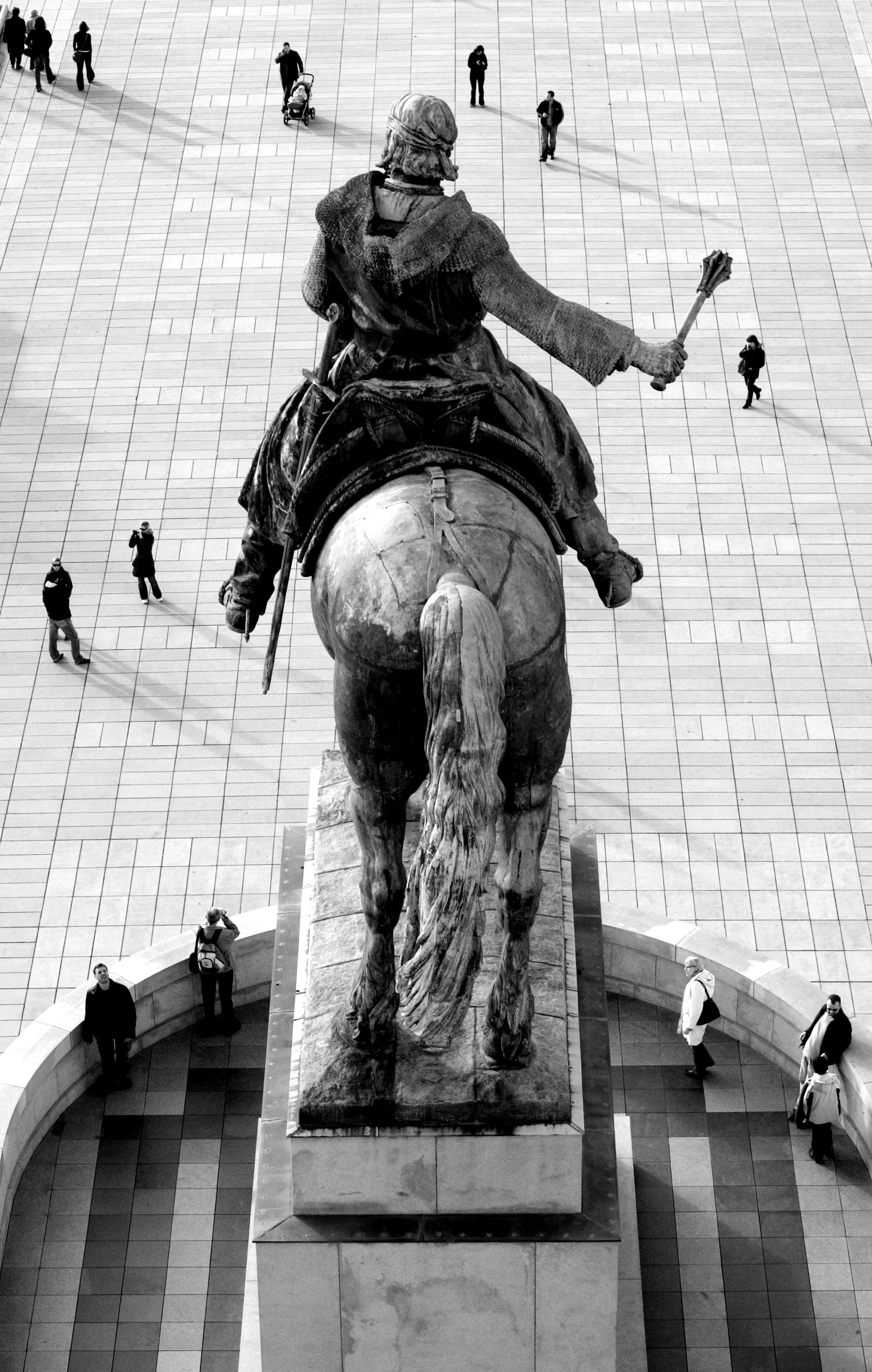
Bohumil Kafka: Jan Žižka z Trocnova
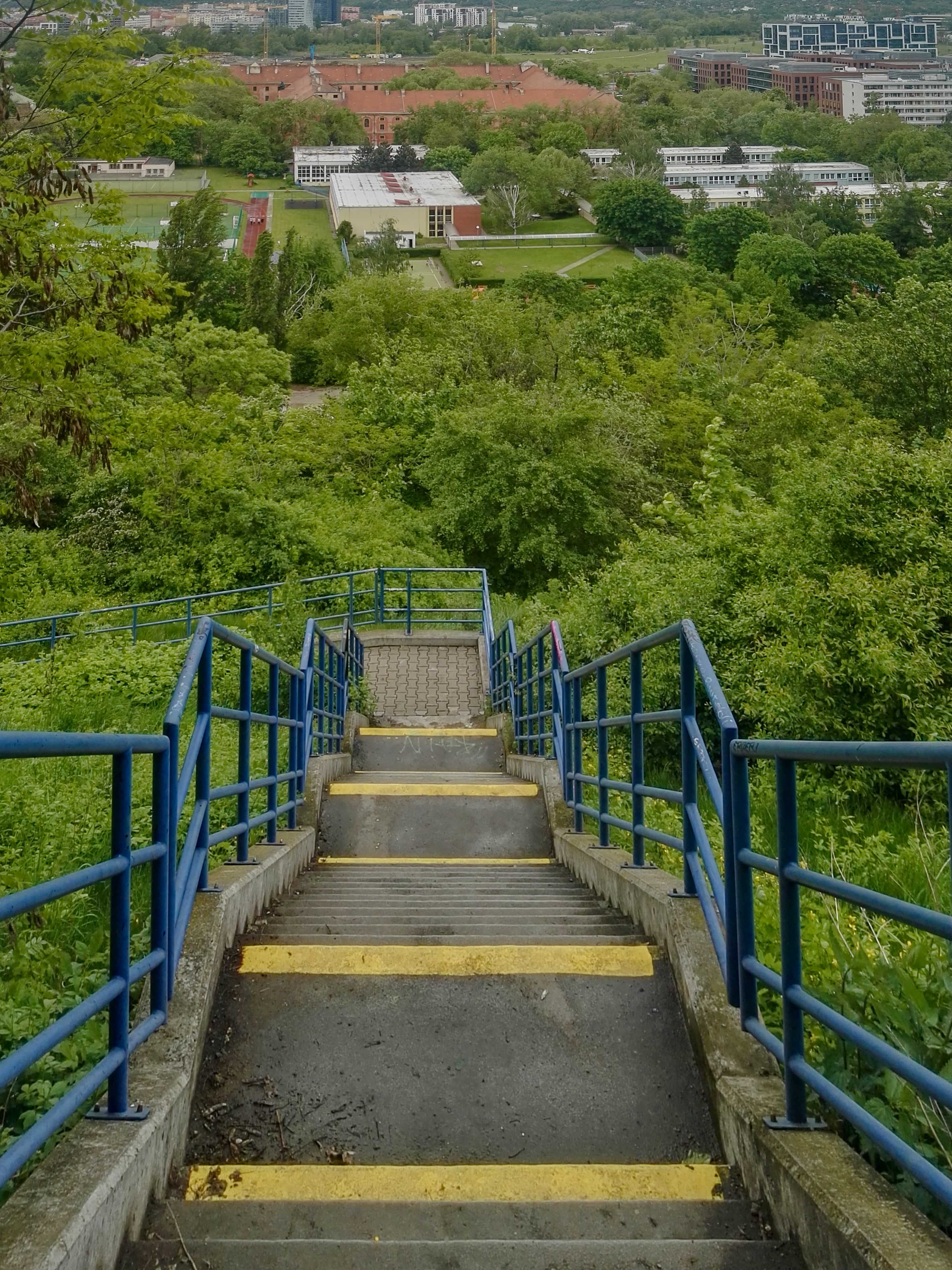
Severní cesta z Karlína na Vítkov, pohled ze schodiště k Invalidovně